# Bruno & Marrone - Vol. 2
Bruno & Marrone Vol. 2 é o segundo álbum da dupla sertaneja Bruno & Marrone, lançado em 1995, trazendo em seu repertório sucessos como "Favo de Mel", "Fruto Especial" e "Goiás é Mais".

## Lista de faixas
| N.º            | Título                               | Compositor(es)                | Duração |  |
| 1.             | "Favo de Mel"                        | Bruno / Felipe                | 3:16    |  |
| 2.             | "Tô Machucado"                       | Fátima Leão / Neto / Felipe   | 3:02    |  |
| 3.             | "Fruto Especial"                     | Fátima Leão / Neto            | 4:06    |  |
| 4.             | "Amor Não é Jogo de Azar"            | Bruno / Felipe / Elias Muniz  | 3:14    |  |
| 5.             | "Volta Pra Mim"                      | Bruno / Gil Tavares           | 2:20    |  |
| 6.             | "Faz de Conta"                       | Bruno / Felipe / Elias Muniz  | 4:25    |  |
| 7.             | "Esqueci"                            | Carlos Randall / Dimarco      | 2:38    |  |
| 8.             | "Não Faz Isso Não"                   | Bruno / Felipe / Gil Tavares  | 3:27    |  |
| 9.             | "Banho de Amor"                      | Falcão                        | 3:05    |  |
| 10.            | "Goiás é Mais" (part. Moacyr Franco) | Moacyr Franco                 | 2:58    |  |
| 11.            | "Pago Calado"                        | Bruno / Felipe                | 5:06    |  |
| 12.            | "Perigosa Demais"                    | Joel Marques / Maracaí        | 3:04    |  |
| 13.            | "Se Eu Ficar Sem Você"               | Felipe / Fátima Leão / Falcão | 3:22    |  |
| 14.            | "Pela Porta da Frente"               | Bruno / Ricardo Primo         | 3:16    |  |
| 15.            | "Mato a Cobra e Mostro o Pau"        | Fátima Leão / Alexandre       | 3:11    |  |
| Duração total: | Duração total:                       | Duração total:                | 50ː00   |  |